# Conca Mendel - Rydberg
La conca Mendel-Ryberg (en anglés: Mendel-Ryberg Basin) és una àmplia depressió del relleu de la Lluna originada per un impacte en el Període Nectarià, situada als llimbs sud-oest del satèl·lit. Rep el seu nom dels cràters Mendel (situat en el seu marge oest) i Rydberg (de menor grandària, localitzat al nord del centre de la conca). Es troba al sud del Mare Orientale, una altra conca més recent i de major grandària, que els seus materials ejectats i efectes geomorfològics es manifesten sobre la conca més antiga.
Al centre posseeix una concentració de massa (mascon) amb un valor de la gravetat elevat, identificat mitjançant la presa de dades Doppler de la Lluna efectuada per la nau Lunar Prospector.
Altres cràters situats dins de la conca són Guthnick, De Roy, Arrhenius, Yakovkin, Graff, Andersson, Chadwick, Fényi, Blanchard, i Baade. El Vallis Baade talla gairebé tangencialment el brocal de la conca al nord-est. Entre els cràters propers just fora del brocal exterior es troben Drude, Chant, Steklov, Lippmann, Petzval, Chappe, Pilâtre, Hausen, Pingré, i Inghirami. El cràter Bailly, de major grandària, es troba al sud-est. A l'oest, més enllà de Lippmann, apareix la Conca Aitken.
No és una denominació oficial de la Unió Astronòmica Internacional, encara que és un terme comunament utilitzat en textos selenogràfics per referenciar altres elements menors.

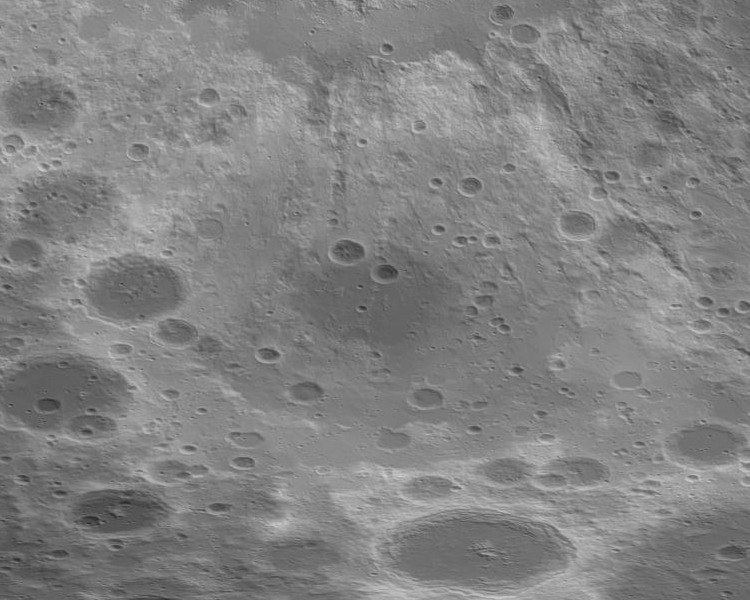
Mapa topogràfic
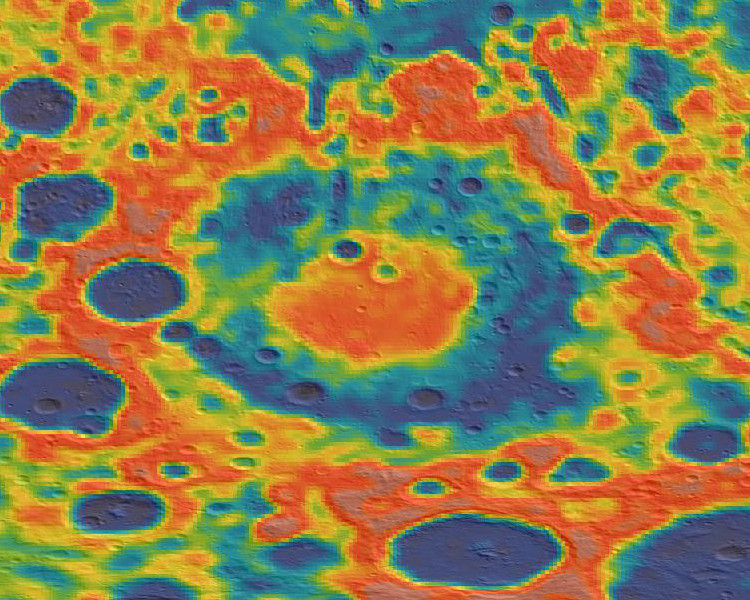
Mapa de gravetat basat en GRAIL